# Ełk (gromada)
Ełk – dawna gromada, czyli najmniejsza jednostka podziału terytorialnego Polskiej Rzeczypospolitej Ludowej w latach 1954–1972.
Gromady, z gromadzkimi radami narodowymi (GRN) jako organami władzy najniższego stopnia na wsi, funkcjonowały od reformy reorganizującej administrację wiejską przeprowadzonej jesienią 1954 do momentu ich zniesienia z dniem 1 stycznia 1973, tym samym wypierając organizację gminną w latach 1954-1972.
Gromadę Ełk z siedzibą GRN w mieście Ełk utworzono 1 stycznia 1972 w powiecie ełckim w woj. białostockim z obszaru zniesionych gromad Kałęczyny, Mołdzie i Woszczele; równocześnie przyłączono do niej wieś Chruściele z gromady Nowa Wieś Ełcka, wsie Buczki i Szeligi, i część lasów państwowych Nadleśnictwa Pisanica obręb Przykopka o powierzchni 284,81 ha, obejmującą oddziały Nr Nr 154—166, 169 i 170 z gromady Chełchy oraz miejscowość Konieczki i gospodarstwo Państwowego Ośrodka Hodowli Zarodowej Ełk z miasta Ełk.
Gromada Ełk funkcjonowała przez dokładnie jeden rok (1972), czyli do kolejnej reformy gminnej. Z dniem 1 stycznia 1973 roku reaktywowano zniesioną w 1954 roku gminę Ełk.